# Neoherminia ferrigeralis
Neoherminia ferrigeralis är en fjärilsart som beskrevs av Walker 1865. Neoherminia ferrigeralis ingår i släktet Neoherminia och familjen nattflyn. Inga underarter finns listade i Catalogue of Life.